# Crosslauf-Weltmeisterschaften 2024
Die 45. World Athletics Crosslauf-Weltmeisterschaften fanden am 30. März in der serbischen Hauptstadt Belgrad statt, das damit erstmals Ausrichter der Crosslauf-Weltmeisterschaften, war. Ursprünglich sollten die Bewerbe in Kroatien stattfinden, jedoch wurde der Austragungsort aufgrund mangelnder Vorbereitungen in Kroatien im Herbst 2023 nach Belgrad verschoben.

## Wettkampfstätte und Austragungsmodus
Die Rennen wurde auf einem etwa zwei Kilometer langen Rundkurs auf dem Gelände des Parks der Freundschaft ausgetragen. Das offizielle Programm umfasste fünf Wettbewerbe für Männer, Frauen, Junioren und Juniorinnen sowie eine Mixed-Staffel.

## Ergebnisse

### Männer (10 km)

#### Einzelwertung
| Platz | Athletin               | Land | Zeit (min) |
| ----- | ---------------------- | ---- | ---------- |
| 1     | Jacob Kiplimo          | UGA  | 28:09      |
| 2     | Berihu Aregawi         | ETH  | 28:12      |
| 3     | Benson Kiplangat       | KEN  | 28:14      |
| 4     | Nicholas Kimeli        | KEN  | 28:16      |
| 5     | Samwel Chebolei Masai  | KEN  | 28:18      |
| 6     | Joshua Cheptegei       | UGA  | 28:24      |
| 7     | Sabastian Sawe         | KEN  | 28:31      |
| 8     | Gideon Kipkertich Rono | KEN  | 28:31      |
| 9     | Thierry Ndikumwenayo   | ESP  | 28:36      |
| 10    | Boki Diriba            | ETH  | 28:38      |

Von 121 gemeldeten Athleten gingen 111 an den Start und erreichten 107 das Ziel.

#### Teamwertung
| Platz | Land und Athletinnen                                                        | Gesamtpunktzahl und Einzelplatzierung |
| ----- | --------------------------------------------------------------------------- | ------------------------------------- |
| 1     | Kenia Benson Kiplangat Nicholas Kimeli Samwel Chebolei Masai Sabastian Sawe | 19 03 04 05 07                        |
| 2     | Uganda Jacob Kiplimo Joshua Cheptegei Dan Kibet Hosea Kiplangat             | 31 01 06 11 13                        |
| 3     | Äthiopien Berihu Aregawi Boki Diriba Tadese Worku Chimdessa Debele          | 40 02 10 12 16                        |

Insgesamt wurden 15 Teams gewertet.

### Frauen (10 km)

#### Einzelwertung
| Platz | Athletin               | Land | Zeit (min) |
| ----- | ---------------------- | ---- | ---------- |
| 1     | Beatrice Chebet        | KEN  | 31:05      |
| 2     | Lilian Kasait Rengeruk | KEN  | 31:08      |
| 3     | Margaret Kipkemboi     | KEN  | 31:09      |
| 4     | Emmaculate Anyango     | KEN  | 31:24      |
| 5     | Agnes Jebet Ngetich    | KEN  | 31:27      |
| 6     | Sarah Chelangat        | UGA  | 32:00      |
| 7     | Daisy Jepkemei         | KAZ  | 32:04      |
| 8     | Bertukan Welde         | ETH  | 32:14      |
| 9     | Loice Chekwemoi        | UGA  | 32:24      |
| 10    | Mebrat Gidey           | ETH  | 32:27      |

Von 91 gemeldeten Athletinnen gingen 88 an den Start und erreichten 84 das Ziel.

#### Teamwertung
| Platz | Land und Athletinnen                                                                  | Gesamtpunktzahl und Einzelplatzierung |
| ----- | ------------------------------------------------------------------------------------- | ------------------------------------- |
| 1     | Kenia Beatrice Chebet Lilian Kasait Rengeruk Margaret Kipkemboi Emmaculate Anyango    | 10 01 02 03 04                        |
| 2     | Äthiopien Bertukan Welde Mebrat Gidey Tadelech Bekele Sisay Meseret Gola              | 41 08 10 11 12                        |
| 3     | Uganda Sarah Chelangat Loice Chekwemoi Rachael Zena Chebet Annet Chemengich Chelangat | 44 06 09 13 16                        |

Insgesamt wurden elf Teams gewertet.

### Junioren (8 km)

#### Einzelwertung
| Platz | Athlet                   | Land | Zeit (min) |
| ----- | ------------------------ | ---- | ---------- |
| 1     | Samuel Kibathi           | KEN  | 22:40      |
| 2     | Mezgebu Sime             | ETH  | 22:41      |
| 3     | Matthew Kipkoech Kipruto | KEN  | 22:46      |

Von 92 gemeldeten Athleten gingen 91 an den Start und erreichten 89 das Ziel.

#### Teamwertung
| Platz | Land und Athleten                                                        | Gesamtpunktzahl und Einzelplatzierung |
| ----- | ------------------------------------------------------------------------ | ------------------------------------- |
| 1     | Kenia Samuel Kibathi Matthew Kipkoech Kipruto Johana Erot Charles Rotich | 15 01 03 05 06                        |
| 2     | Äthiopien Mezgebu Sime Yismaw Dillu Sewmehon Anteneh Jenberu Sisay       | 21 02 04 07 08                        |
| 3     | Uganda Simba Samuel Cherop Dolphine Chelimo Sailas Rotich Hosea Chemutai | 52 11 12 14 15                        |

### Juniorinnen (6 km)

#### Einzelwertung
| Platz | Athletin        | Land | Zeit (min) |
| ----- | --------------- | ---- | ---------- |
| 1     | Marta Alemayo   | ETH  | 19:28      |
| 2     | Asayech Ayichew | ETH  | 19:32      |
| 3     | Robe Dida       | ETH  | 19:38      |

Von 84 gemeldeten Athletinnen gingen 83 an den Start und erreichten 80 das Ziel.

#### Teamwertung
| Platz | Land und Athletinnen                                                | Gesamtpunktzahl und Einzelplatzierung |
| ----- | ------------------------------------------------------------------- | ------------------------------------- |
| 1     | Äthiopien Marta Alemayo Asayech Ayichew Robe Dida Yenawa Nbret      | 12 01 02 03 06                        |
| 2     | Kenia Sheila Jebet Diana Cherotich Deborah Chemutai Mercy Chepkemoi | 28 04 05 07 12                        |
| 3     | Uganda Nowel Cheruto Charity Cherop Keziah Chebet Vicky Chekwemboi  | 48 10 11 13 14                        |

### Mixed-Staffel (4 × 2 km)
| Platz | Land                   | Athleten                                                                     | Zeit (min) |
| ----- | ---------------------- | ---------------------------------------------------------------------------- | ---------- |
| 1     | Kenia                  | Reynold Kipkorir Cheruiyot Virginia Nyambura Kyumbe Munguti Purity Chepkirui | 22:15      |
| 2     | Äthiopien              | Taresa Tolosa Dahdi Dube Adehana Kasaye Birri Abera                          | 22:43      |
| 3     | Vereinigtes Königreich | Thomas Keen Alexandra Millard Adam Fogg Bethan Morley                        | 23:00      |
| 4     | Marokko                | Hafid Rizqy Rahma Tahiri Hicham Akankam Kaoutar Farkoussi                    | 23:08      |
| 5     | Uganda                 | Hosea Kiprop Linda Chebet Sam Kapkureny Kiprotich Knight Aciru               | 23:10      |
| 6     | Frankreich             | Nicolas-Marie Daru Charlotte Mouchet Romain Mornet Flavie Renouard           | 23:17      |
| 7     | Japan                  | Yūtarō Niinae Nozomi Tanaka Naoki Takada Yuya Sawada                         | 23:18      |
| 8     | Vereinigte Staaten     | Kasey Knevelbaard Ella Donaghu Johnathan Reniewicki Katie Izzo               | 23:21      |

Es traten 13 Staffeln an und erreichten das Ziel.